# Avanzadilla
Se da el nombre de avanzada o avanzadilla a toda fuerza, partida o tropa destacada de una guardia en un punto más o menos avanzado para observar vigilante y dar oportuno aviso. 
Las avanzadillas tienen por objeto examinar el terreno por donde debe avanzar el cuerpo a que pertenecen a fin de que en virtud de los avisos anticipados que le comuniquen, este nunca se encuentre con el enemigo sin estar preparado para combatirlo o tomar el partido que convenga. Su actuación varía en función de las características del terreno, aprovechando las elevaciones para obtener mejor visibilidad y disminuyendo el número de efectivos en los desfiladeros o si pudiera darse una emboscada. En los pueblos penetran en las primeras casas para informarse sobre la presencia del enemigo.
En los puestos de avanzadilla se debe extremar la vigilancia, redoblándola al amanecer y al anochecer por ser en general las horas habituales de ataque.